# 2021년 동계 세계 군인 체육 대회
2021년 동계 세계 군인 체육 대회는 2021년 독일 베르히데스가덴과 루폴딩에서 개최될 예정인 4번째 동계 세계 군인 체육 대회이다. 코로나19 범유행으로 2022년으로 연기되었다.